# Курімахі
Курімахі (рос. Куримахи) — село Акушинського району, Дагестану Росії. Входить до складу муніципального утворення Сільрада Урхучімахінська.
Населення — 1144 (2010).

## Населення
За даними перепису населення 2002 року в селі мешкало 1047 осіб. У тому числі 501 (47,85 %) чоловік та 546 (52,15 %) жінок.
Переважна більшість мешканців — даргинці (100 % від усіх мешканців). У селі переважає північнодаргинська мова.